# Cauce de energía
El Cauce de energía, también conocido popularmente con el sobrenombre de El cuélebre es una de las más de cien esculturas, monumentos y obras de arte que adornan las calles, plazas y espacios de la ciudad asturiana de Gijón, en el norte de España. Está erigida en el entorno del embalse de San Andrés de los Tacones, junto a la autovía Ruta de la Plata desde la que es visible y en terrenos pertenecientes a la parroquia homónima, del distrito rural de la ciudad.

## Descripción
Es una obra de Joaquín Vaquero Turcios, cuya construcción encargó el entonces Ministerio de Fomento mide 8m de alto y 33m de largo, tiene forma alargada, serpenteante, de ahí que se la conozca popularmente como el cuélebre, en honor a este personaje de la mitología asturiana. Erigida el 13 de febrero de 1976, se encontraba originalmente entre las dos calzadas de circulación de la autovía, empozada y poco visible para disgusto de su autor, quién la había diseñado para ser vista, pero en la noche del 28 al 29 de marzo de 2003 se colocó en su ubicación actual y se giró.
Está hecha de fibra de vidrio, de poliéster sobre una estructura metálica y enmarcada por dos vigas de acero corten. Es un homenaje a la inauguración del primer tramo de la autovía Ruta de la Plata, conocido en Asturias como Y, que representa en forma serpenteante, con los colores de la bandera, el acercamiento y la mejora en las comunicaciones que supuso para la sociedad asturiana la construcción de la misma. Fue restaurada y limpiada en 2007, después de que un fuerte temporal la dañara severamente.
Cuenta con dos placas en su pedestal, una de ellas en recuerdo de la renovación del enlace de Serín y del traslado de la obra a su ubicación actual y una original en memoria del diseñador e impulsor de la Y asturiana, el entonces ministro Arturo Valdés que fue repuesta en 2013 después de su misteriosa desaparición.